# Elwood Curtin Zimmerman
Pour les articles homonymes, voir Zimmerman.
Pour les articles ayant des titres homophones, voir Zimmermann et Zimerman.
Elwood Curtin Zimmerman est un entomologiste américain, né le 8 décembre 1912 à Spokane, Washington et mort le 18 juin 2004.
Il est employé par le Pacific Entomological Survey en 1930 et poursuit ses études à Berkeley. Celles-ci sont interrompues en 1932, car sa réputation croissante, le font choisir comme entomologiste pour une expédition organisée le muséum Bishop d’Hawaii. Celle-ci conduite par Charles Montague Cooke (1849-1909) visite une cinquantaine d’îles de la Polynésie. Après avoir obtenu ses diplômes (Master of Arts et Bachelor of Sciences) en 1934, il entre naturellement au muséum Bishop où il commence à travailler sur l’œuvre de sa vie : une série de livres consacrés aux insectes de l’archipel hawaiien. En 1936-1937 et en 1940-1941, il donne des cours à l’université d’Hawaii.
En 1941, il se marie avec Louise Bond. En 1946, il devient conservateur en entomologie et, en 1948, Zimmerman commence à faire paraître les cinq premiers volumes d’Insects of Hawaii. Pour la préparation de cette série, il passe beaucoup de temps à Londres au Natural History Museum de Londres où il devient associate honoraire. Il est membre de l’United States National Research Council de 1954 à 1956, en 1958, 1966-1967 et de 1969 à 1973.
Pour ses travaux, il reçoit un DIC de l’Imperial College et un Ph. D. de l’université de Londres en 1956. En 1980, il sera également honoré en recevant un Doctorat of Sciences.
En 1957-1958, il fait paraître trois nouveaux volumes à ses Insects of Hawaii mais des contraintes financières et administratives l’obligent à retarder la parution du neuvième volume en 1978. Il regrettera toujours que son projet initial devant compter quinze volumes ne fut pas mené à terme.
En 1972, il décide d’abandonner l’île d’Hawaii pour partir en Australie où, avec l’appui de Douglas Frew Waterhouse (1916-2000), directeur du CSIRO, il projette d’étudier extensivement les Curculionoidea australiens. Ce projet très ambitieux met plus de temps que prévu. En 1986, alors qu’il est âgé de 74 ans, Zimmermann écrit qu’il travaille tout le temps, ne prenant jamais de vacances, ne s’arrêtant même pas le dimanche ou pour le jour de Noël.
Zimmermann et sa femme contribuent eux-mêmes avec la somme 100 000 $, à une partie du financement de la publication Australian Weevils. Ceux-ci paraissent de 1991 à 1994, à l’exception du quatrième volume qui paraître en 2004, représentant près de 3 700 pages en six volumes dont deux de planches en couleur. Il fait paraître au cours de sa vie 225 publications scientifiques. Membre de très nombreuses sociétés savantes, dont l’American Association for the Advancement of Science, l’Entomological Society of America, l’Australian Entomological Society et bien d’autres, il reçoit de nombreuses médailles et distinctions, dont l’Order of Australia (AM).

## Source
- Murray S. Upton et Rolf Oberprieler (2004). Elwood Curtin Zimmerman, World Authority on Weevils, XII-08-1912 to VI-18-2004, Curculio, 49 : 20-22.